# Nichols Hills
Nichols Hills és una ciutat dels Estats Units a l'estat d'Oklahoma. Segons el cens del 2000 tenia 4.056 habitants.

## Demografia
Segons el cens del 2000, Nichols Hills tenia 4.056 habitants, 1.729 habitatges, i 1.167 famílies. La densitat de població era de 783 habitants per km².
Dels 1.729 habitatges en un 29,4% hi vivien nens de menys de 18 anys, en un 60,5% hi vivien parelles casades, en un 5,2% dones solteres, i en un 32,5% no eren unitats familiars. En el 29,3% dels habitatges hi vivien persones soles el 13% de les quals corresponia a persones de 65 anys o més que vivien soles. El nombre mitjà de persones vivint en cada habitatge era de 2,35 i el nombre mitjà de persones que vivien en cada família era de 2,93.
Per edats la població es repartia de la següent manera: un 24,7% tenia menys de 18 anys, un 4% entre 18 i 24, un 22,7% entre 25 i 44, un 29,8% de 45 a 60 i un 18,9% 65 anys o més.
L'edat mediana era de 44 anys. Per cada 100 dones de 18 o més anys hi havia 88,8 homes.
Entorn del 2,8% de les famílies i el 4,5% de la població estaven per davall del llindar de pobresa.

## Poblacions més properes
El següent diagrama mostra les poblacions més properes.